# Verrucachernes parvus
Espèce
Synonymes
- Withius parvus Beier, 1930
- Metawithius parvus (Beier, 1930)

Verrucachernes parvus est une espèce de pseudoscorpions de la famille des Chernetidae.

## Distribution
Cette espèce est endémique du Kerala en Inde.

## Description
La femelle décrite Romero-Ortiz et Harvey en 2019 mesure 1,48 mm.

## Systématique et taxinomie
Cette espèce a été décrite sous le protonyme Withius parvus par Beier en 1930. Elle est placée dans le genre Metawithius par Beier en 1932 puis dans le genre Verrucachernes par Romero-Ortiz et Harvey en 2019.

## Publication originale
- Beier, 1930 : Die Pseudoskorpione der Sammlung Roewer. Zoologischer Anzeiger, vol. 91, p. 284-300.